# Grupo de Operações Especiais (Portugal)
O Grupo de Operações Especiais (GOE) MHM é uma unidade antiterrorista da Polícia de Segurança Pública fundada em 1982, com o auxilio de instrutores do SAS do Exército Britânico.
O GOE é uma força especial portuguesa destinada a combater situações de violência declarada no país, cuja resolução ultrapasse todos os meios normais de actuação como no caso de acções e ataques terroristas, sequestros e assaltos fortemente armados. O GOE é também empregue na protecção das embaixadas portuguesas no estrangeiro.
Para ingressar nesta força de elite, além ser obrigatório ser agente da Polícia de Segurança Pública (PSP) à pelo menos 3 anos, também é necessário completar o curso de Operações Especiais da PSP, sendo apenas os melhores escolhidos para iniciar a formação e são muito poucos os capazes de a terminar com aprovação. 
Devido à selectividade do recrutamento e ao caráter exigente desta força, o GOE mantêm apenas um efetivo de 70 a 100 homens e desde a sua criação, em 1982, passaram pouco mais de 500 elementos nesta Unidade da Polícia de Segurança Pública.

## Emblema do Curso de Operações Especiais
Ao pessoal policial da PSP habilitado com o curso de Operações Especiais (COE) ministrado pelo GOE é conferido o direito ao uso do distintivo da especialidade, usado no uniforme, na zona do peito, lado esquerdo, centrado acima do bolso.
O emblema do COE tem a forma de "Brevet" e é constituído por:
– duas asas em prata, em cuja zona central se sobrepõem sucessivamente:
– Uma explosão de fundo vermelho limitada por bordo a Ouro.
– Um punhal em prata posto em pala.
– Uma mira telescópica de fundo branco e referências a preto..
Simbologia:
AS ASAS – Simbolizam a rapidez e determinação na acção.
O PUNHAL – Constitui a simbologia tradicional "Comando"
A EXPLOSÃO – Simboliza a capacidade de fogo e choque
A MIRA TELESCÓPICA – Simboliza a precisão e meticulosidade da acção
O OURO – Significa a riqueza e eloquência
A PRATA – Significa esperança e sabedoria
O NEGRO – Significa firmeza e virtude
O VERMELHO – Significa Valor, Ardil e Ânimo.

## Acções do GOE
A acção mais famosa internacionalmente do GOE foi o ataque à Embaixada da Turquia em Lisboa em julho de 1983, a qual tinha sido tomada por um grupo terrorista arménio, que fariam reféns a esposa do encarregado de negócios da embaixada e o filho desta. Um agente da PSP ainda tentou negociar com os terroristas, mas sem sucesso. Depois duma sequência de explosões, cerca de 40 minutos depois, o GOE entrou na embaixada, tendo-se deparado com os terroristas já sem vida, e um dos reféns ferido (a esposa do encarregado de negócios), provavelmente devido ao rebentamento acidental dos explosivos que os terroristas transportavam. Ainda foi transportada para o hospital, mas o óbito foi declarado. O filho do encarregado de negócios, na altura com 17 anos, escapou ileso.
Outra acção que mostra a versatilidade da actuação do GOE foi a da protecção das instalações diplomáticas portuguesas no Zaire durante os confrontos que levaram à queda do Presidente Mobutu Sese Seko em 1997. Nessa ocasião, a equipa de segurança do GOE repeliu a tentativa de invasão das instalações portuguesas por um grupo armado de uma das facções zairenses.
A 24 de Março de 1999 foi feito Membro-Honorário da Ordem do Mérito.
A partir de 2005, passou a proteger as embaixadas portuguesas em Riade na Arábia Saudita, Bagdade no Iraque e Díli em Timor-Leste, estas duas últimas com o apoio do Corpo de Intervenção da PSP.
No dia 4 de outubro de 2006, o GOE levou a cabo uma operação para resgatar quatro reféns que se encontravam sob sequestro num banco em Setúbal. A operação foi bem-sucedida, conseguindo resgatar todos os reféns e deteve o sequestrador.
A 6 de julho de 2008, a actuação do GOE voltou a fazer-se sentir, após uma situação de sequestro em Santarém. Ao fim de oito horas de negociação, o GOE desenvolveu uma intervenção táctico-policial, que culminou na imobilização do indivíduo, através de uma arma de choques eléctricos e na sua detenção, com a libertação dos seus familiares sequestrados.
Em dezembro de 2010, devido às revoluções na Costa do Marfim, Portugal enviou o Grupo de Operações Especiais para resgatar 10 portugueses em possível perigo. Foram enviados num avião da ONU, e estiveram pouco mais de 1 dia no terreno, dirigindo-se depois para a Embaixada, onde esperaram até à manhã do dia seguinte para regressar.

### Assalto ao BES de Campolide

Reféns no exterior do Banco Espírito Santo, durante o assalto de 7 de agosto de 2008.

No dia 7 de agosto de 2008, durante um assalto a uma agência do Banco Espírito Santo em Lisboa, o Grupo de Operações Especiais foi uma vez mais chamado para lidar com dois assaltantes armados de nacionalidade brasileira, que tinham feito seis reféns incluindo a gerente do banco. Após várias horas em tentativas de negociação sem sucesso, o GOE foi obrigado a intervir. Uma equipa de atiradores especiais alvejou os dois sequestradores com tiros de precisão à distância (matando um deles e deixando o outro gravemente feridos). Os dois reféns funcionários do banco saíram ilesos.

## Organização
O GOE é uma unidade de reserva estratégica da Polícia de Segurança Pública. Até 2008, estava na dependência directa do Director Nacional da PSP. Desde então, está integrado na nova Unidade Especial de Polícia.
A grande novidade desta mutação organizacional foi a criação da UNIDADE ESPECIAL DE POLÍCIA (UEP), uma unidade “…especialmente vocacionada para operações de manutenção e restabelecimento de ordem pública, resolução e gestão de incidentes críticos, intervenção táctica em situações de violência concertada e de elevada perigosidade, complexidade e risco, segurança de instalações sensíveis e de grandes eventos, segurança pessoal dos membros dos órgãos de soberania e de altas entidades, inactivação de explosivos e segurança no subsolo e aprontamento e projecção de forças para missões internacionais…” que passou a assegurar o enquadramento administrativo e agregou cinco subunidades especiais:
– CORPO DE INTERVENÇÃO (CI);
– GRUPO DE OPERAÇÕES ESPECIAIS (GOE);
– CORPO DE SEGURANÇA PESSOAL (CSP);
– CENTRO DE INACTIVAÇÃO DE EXPLOSIVOS E SEGURANÇA EM SUBSOLO (CIEXSS);
– GRUPO OPERACIONAL CINOTÉCNICO (GOC).

## Equipamento do GOE

### Pistolas
- Glock 17
- Glock 19
- SIG Sauer SP 2022
- Desert Eagle

### Pistolas Metralhadoras

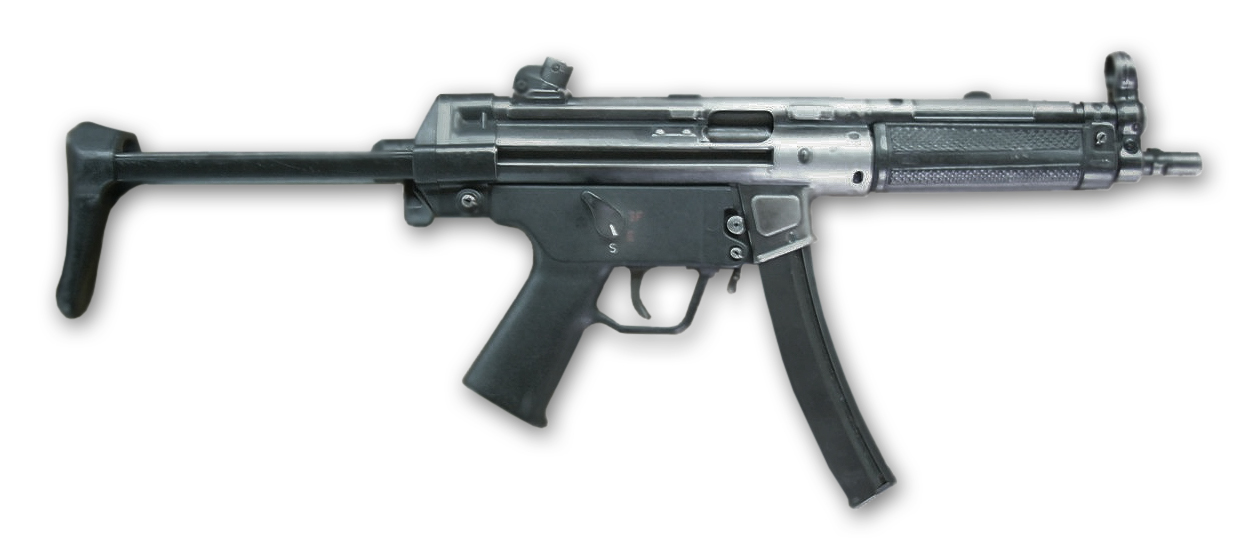
Hecker & Koch MP5

- FN P90;
- Heckler & Koch MP5;
- Heckler & Koch UMP;

### Espingardas de Assalto
- Heckler & Koch G36 (G36C e G36K);
- Heckler & Koch HK416 A5;
- SIG Sauer MCX;

### Espingardas de Tiro de Precisão (Atirador especial)
- Arctic Warfare (7,62mm);
- Accuracy International AXMC (.338);
- AW 50 (12,7×99mm OTAN).